# George DiCarlo
George DiCarlo (n. 13 iulie 1963, Saint Petersburg, Florida, SUA) este un înotător american, medaliat olimpic. A participat la o ediție a Jocurilor Olimpice (1984) în care a câștigat două medalii de aur și o medalie de argint.